# Manuel Estraboromà
Manuel Estraboromà (en llatí Manuel Straboromanus) fou un escriptor romà d'Orient de finals del segle xi i començament del segle xii, que va viure durant el regnat l'emperador Aleix I Comnè (r. 1080–1118).
Va escriure sobre astrologia i encara es conserva algun manuscrit dels seus llibres.